# Weihnachtspostamt

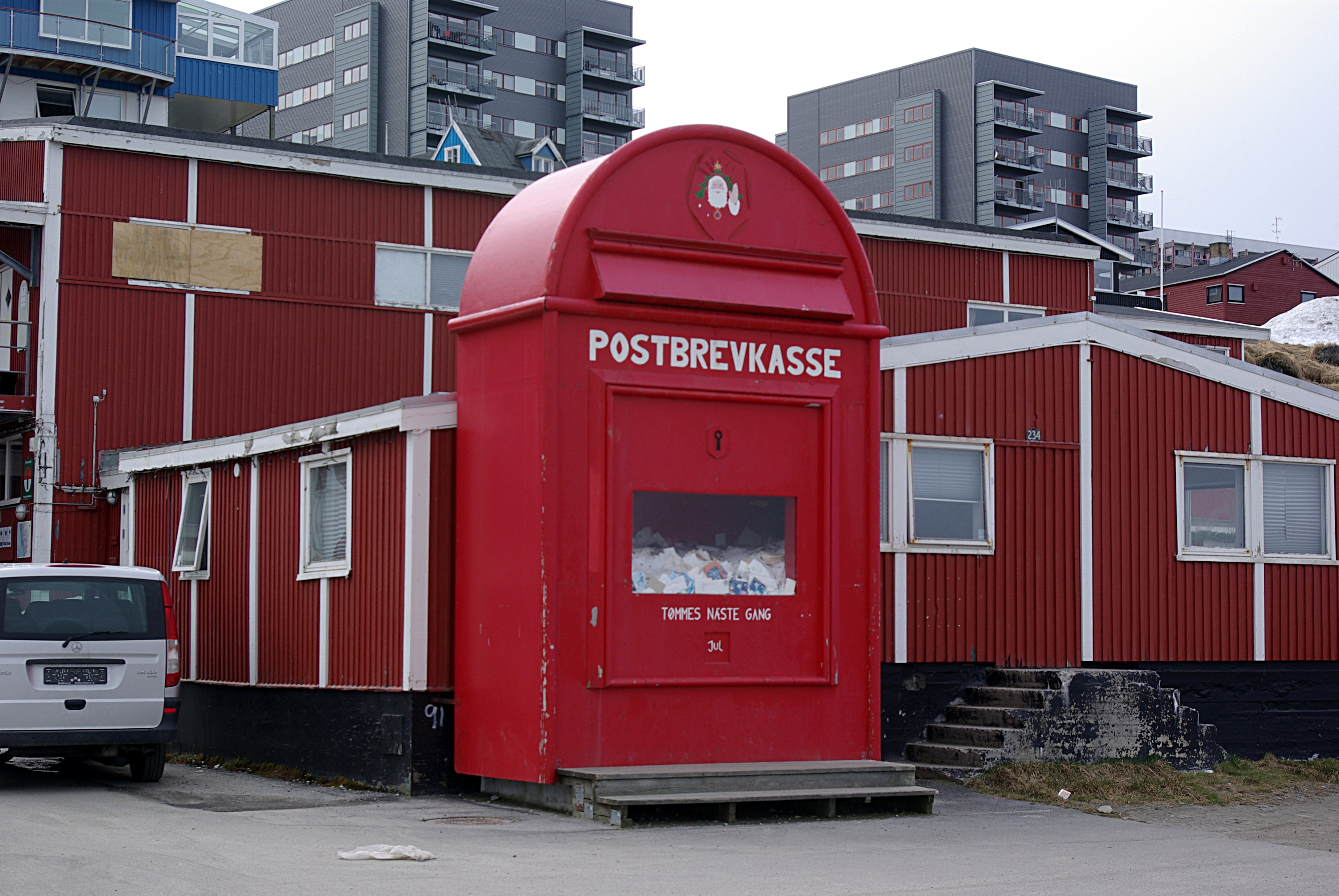
Weihnachtsbriefkasten in Nuuk, Grönland

Weihnachtspostämter bzw. Weihnachtspostfilialen sind Einrichtungen, an die vor allem Kinder während der Adventszeit weihnachtliche Briefe richten können, die normalerweise auch beantwortet werden.

## Beschreibung
Durch Briefe an Weihnachtspostämter entsteht bei den Kindern der Eindruck, sie könnten tatsächlich mit dem Weihnachtsmann, dem Nikolaus, dem Christkind oder einer ähnlichen mythischen Symbolfigur des weihnachtlichen Schenkens kommunizieren.
Die Antwort erfolgt entweder kostenlos oder gegen Rückporto. Meist wird dabei ein standardisierter Vordruck mit kindgerechten, weihnachtlichen Motiven verwendet. Gelegentlich erhalten die Briefeschreiber aber auch ein persönliches Antwortschreiben. Wer die Antwort vom Weihnachtsmann, Nikolaus oder Christkind rechtzeitig zu Weihnachten haben möchte, muss seinen Brief an das Weihnachtspostamt meist spätestens Mitte Dezember absenden.
Die meisten Briefe an die Weihnachtspostämter stammen von Kindern und enthalten Wunschzettel mit der Bitte um bestimmte Spielzeuge, Süßigkeiten oder sonstige Konsumartikel. Manche Kinder schütten dem Weihnachtsmann in den oft liebevoll mit Zeichnungen illustrierten Briefen aber auch ihr Herz aus und äußern immaterielle Wünsche, zum Beispiel nach Frieden, Geborgenheit, einer intakten Familie, Gesundheit, besseren schulischen Leistungen, der Genesung eines erkrankten Angehörigen oder auch nur nach weißen Weihnachten.
Weihnachtspostämter existieren in mehreren Staaten des deutschsprachigen, skandinavischen und angloamerikanischen Kulturraums und werden dort von unterschiedlichen Organisationen und Unternehmen unterhalten, zumeist von der jeweiligen Postorganisation. Im deutschsprachigen Raum wurden sie in den örtlichen Postfilialen von einigen kleineren Orten eingerichtet, deren Namen einen bestimmten sprachlichen Bezug zum Weihnachtsfest haben.
Der weihnachtliche Service wird auch von vielen Erwachsenen für Weihnachtsgrüße an Freunde, Verwandte und Bekannte genutzt. Denn die meisten Weihnachtspostämter benutzen für die Antwortbriefe weihnachtliche Sonderbriefmarken oder spezielle Stempel. Das hebt die verwendeten Umschläge optisch heraus und macht sie überdies zu interessanten Sammlerstücken, die bei Philatelisten begehrt sind. Für Briefmarkensammler werden zum Teil auch extra Sonderdrucke herausgegeben, die beim jeweiligen Weihnachtspostamt bezogen werden können.

## Länderspezifika

### Deutschland

Wohlfahrtsbriefmarken mit einem Sonderstempel aus Himmelpfort

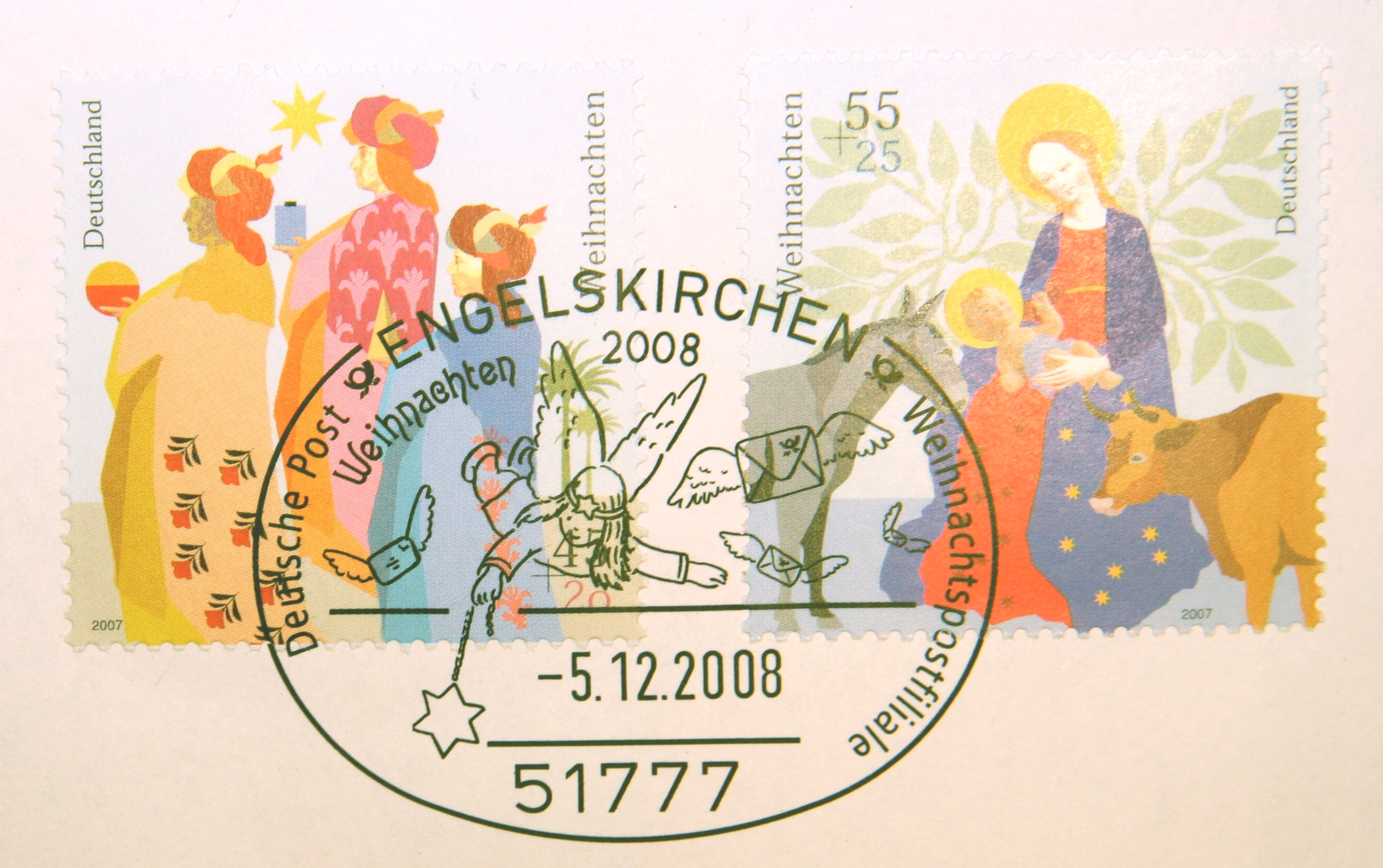
Wohlfahrtsbriefmarken mit einem Sonderstempel aus Engelskirchen

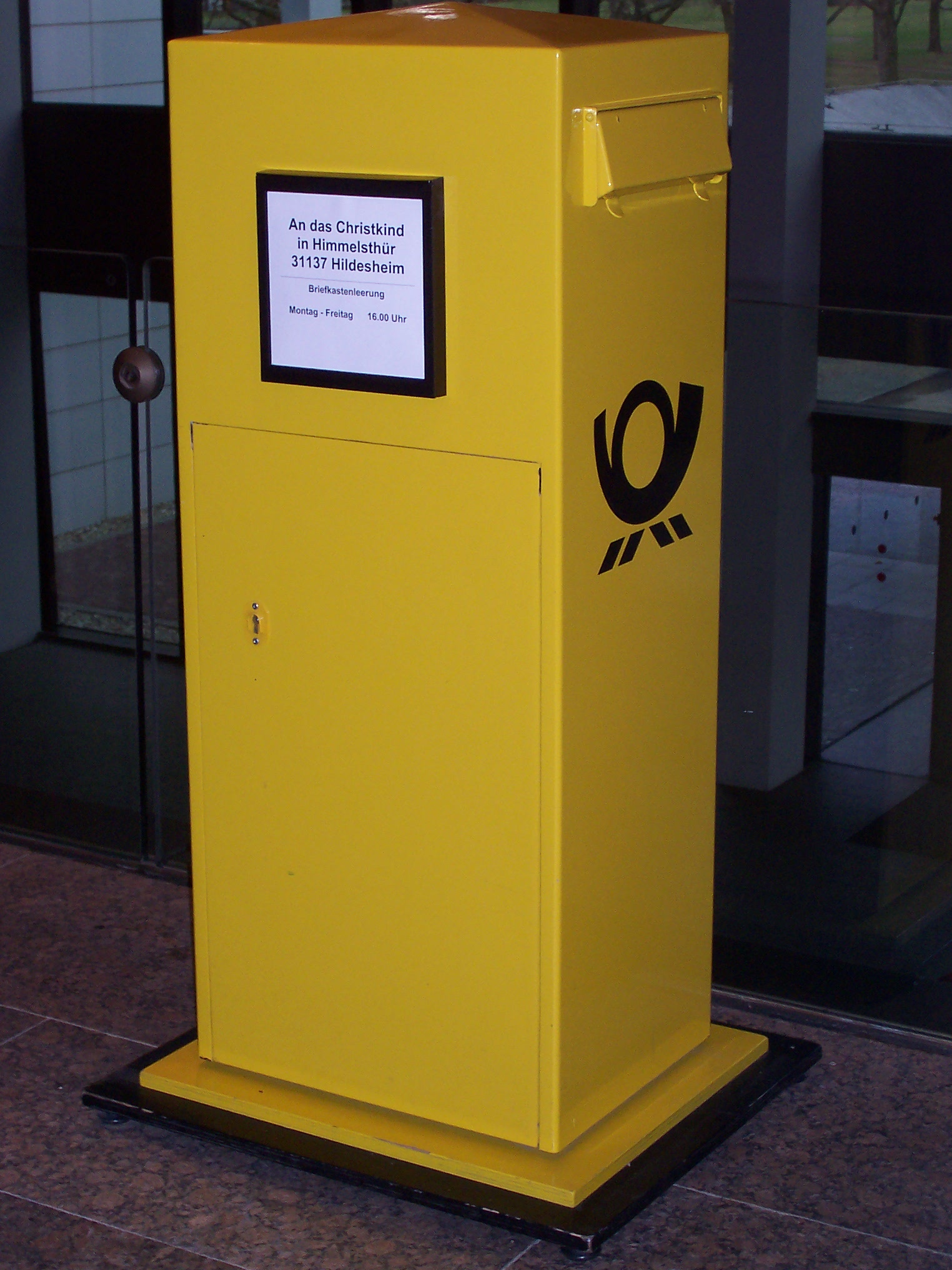
Postbriefkasten in Mainz für Briefe an das Christkind in Himmelsthür (2005)

Das Weihnachtspostamt in St. Nikolaus

In Deutschland wurden die Weihnachtspostämter seit 1966 von der Deutschen Bundespost sowie seit 1984 bis zur Wiedervereinigung von der Deutschen Post der DDR betrieben. Diese Tradition wird von der Deutschen Post AG fortgesetzt. Obwohl es seit der Privatisierung der Post 1995 eigentlich nur noch „Postfilialen“ bzw. „Postagenturen“ gibt, hat sich der übernommene Begriff des behördlichen „Postamtes“ im allgemeinen Sprachgebrauch bislang gehalten. Demzufolge wird üblicherweise auch weiterhin vom „Weihnachtspostamt“ oder vom „Nikolauspostamt“ gesprochen (wobei letzteres eine geschützte Marke ist). Offiziell nennt es die Deutsche Post AG inzwischen aber Weihnachtspostfiliale, teilweise aber auch „Christkindbüro“, „Weihnachtsbüro“ oder „Himmelsbüro“.
Die Beantwortung der Weihnachtspost übernehmen in Deutschland neben Postmitarbeitern auch ehrenamtliche Helfer. Sie sind auch auf Briefe von Kindern aus anderen Ländern eingerichtet und verschicken die Antworten in verschiedenen Sprachen.
In jüngster Zeit sind einige Weihnachtspostfilialen unter Druck geraten, da die Deutsche Post AG ihr Filialnetz zunehmend verkleinert und in diesem Zusammenhang dazu übergegangen ist, ihre Niederlassungen in kleineren Orten oder Stadtteilen zu schließen. So wurde beispielsweise das „Himmlische Postamt“ im Hildesheimer Stadtteil Himmelsthür, das 1967 erstmals als Weihnachtspostamt fungierte und damit als das älteste Weihnachtspostamt Deutschlands gilt, von der Post aufgegeben. Die weihnachtliche Tradition wurde allerdings bislang beibehalten: Briefe „an den Weihnachtsmann in Himmelsthür“ werden weiterhin beantwortet.
Ähnlich erging es dem Weihnachtspostamt in Himmelpfort bei Fürstenberg/Havel, das seit 1984 in der damaligen DDR Briefe an den Weihnachtsmann beantwortete und von der Deutschen Post AG im Jahre 2005 geschlossen wurde. Hier wird jetzt die Weihnachtspost in der „Schreibstube“ des Weihnachtsmannes beantwortet.
Seit 1985 gibt es das „Christkindbüro“ in Engelskirchen; dort treffen bis zu 140.000 Wunschzettel ein, die von 20 Helfern beantwortet werden.
Seit 1966 beantwortet der Nikolaus aus St. Nikolaus (Großrosseln) die Kinderbriefe aus der ganzen Welt. 1967 führte die Deutsche Post einen ersten Nikolaus-Sonderstempel ein. Bis heute beantworten etwa 43 Helfer ehrenamtlich die ca. 30.000 Kinderbriefe. Abgestempelt werden diese dann (immer noch mit einem Sonderstempel) im Nikolauspostamt in St. Nikolaus, das jährlich in der Zeit vom 5. bis 24. Dezember eingerichtet und eröffnet wird. Der Festausschuss St. Nikolaus e. V. hat den Begriff „Nikolauspostamt“ im August 2019 als Marke beim Deutschen Patent- und Markenamt schützen lassen.
Auch Kinderbriefe an Weihnachtsmann, Nikolaus oder Christkind, die ohne eine genaue Adressangabe im Briefkasten landen, kommen an: Die Deutsche Post AG leitet sie an eines der Weihnachtspostämter oder das Nikolauspostamt weiter.
Um die Bearbeitung der Kinderbriefe von den Stempelwünschen der Sammler zu trennen, führt die Deutsche Post AG einen jeweiligen Zweitstempel in einer ihrer drei Stempelstellen.
| Weihnachtspostamt /-filiale | Bundesland          | Adresse                                                           | Stempelstelle für Sammler *) | seit |
| --------------------------- | ------------------- | ----------------------------------------------------------------- | ---------------------------- | ---- |
| Engelskirchen               | Nordrhein-Westfalen | An das Christkind 51777 Engelskirchen                             | Bonn                         |      |
| Himmelsberg                 | Thüringen           | An den Weihnachtsmann 99706 Himmelsberg                           |                              |      |
| Himmelpfort                 | Brandenburg         | An den Weihnachtsmann Weihnachtspostfiliale 16798 Himmelpfort     | Berlin                       | 1984 |
| Himmelpforten               | Niedersachsen       | An den Weihnachtsmann 21709 Himmelpforten                         | Berlin                       |      |
| Himmelstadt                 | Bayern              | An das Christkind 97267 Himmelstadt                               | Weiden in der Oberpfalz      |      |
| Himmelsthür                 | Niedersachsen       | An den Weihnachtsmann Himmelsthür, 31137 Hildesheim               | Bonn                         |      |
| Himmelreich                 | Niedersachsen       | An den Weihnachtsmann in Himmelreich 31535 Neustadt am Rübenberge |                              |      |
| Nikolausdorf                | Niedersachsen       | An den Weihnachtsmann in Nikolausdorf 49681 Garrel                | Bonn                         | 1965 |
| St. Nikolaus                | Saarland            | An den Nikolaus, Nikolausplatz, 66351 St. Nikolaus                | Weiden in der Oberpfalz      |      |

- Stempelstelle Berlin: Deutsche Post AG, Niederlassung Brief, Sonderstempelstelle, 10770 Berlin
- Stempelstelle Bonn: Deutsche Post AG, Niederlassung Brief, Sonderstempelstelle, 53253 Bonn
- Stempelstelle Weiden: Deutsche Post AG, Niederlassung Philatelie, Sonderstempelstelle, 92637 Weiden in der Oberpfalz

### Österreich
Das österreichische Weihnachtspostamt befindet sich in dem kleinen Ort Christkindl in Oberösterreich.
Adresse:
Postamt Christkindl
Christkindlweg 6
4411 Christkindl

### Schweiz
Auch in der Schweiz werden Kinderbriefe an das Christkind oder den Schweizer „Samichlaus“ beantwortet. Die Weihnachtspostämter von Bern-Bethlehem und Wienacht-Tobel (Lutzenberg) sind allerdings inzwischen geschlossen worden. Die Kinderbriefe landen jetzt bei der zentralen Fundstelle der Schweizerischen Post in Cadenazzo und werden dort auch bearbeitet.
Adressen:
An das Christkind
9405 Wienacht-Tobel

An das Christkind
3027 Bethlehem

### Weltweit
| Land           | Anschrift | Weblink |
| -------------- | --- | --- |
| Grönland       | Santa Claus Julemandens Postkontor 3900 Nuuk | Website des grönländischen Weihnachtsmannes                                                                            |
| Dänemark       | Julemanden Julemandens Postcenter 24 0900 København C | Hinweis auf das dänische Weihnachtspostamt                                                                             |
| Finnland       | Santa’s Main Post Office Santa Claus Village Rovaniemi Tähtikuja 1 96930 Napapiiri, Arctic Circle | Website des finnischen Weihnachtspostamtes                                                                             |
| Belgien        | Sinterklaas Spanjestraat 1 0612 Hemel oder: Saint-Nicolas Rue du Paradis 1 0612 Ciel oder: Heiliger Nikolaus Paradiesstraße 1 0612 Himmel | Hinweis auf das belgische Weihnachtspostamt (niederländisch) Hinweis auf das belgische Weihnachtspostamt (französisch) |
| Schweden       | Tomten 173 00 Tomteboda | Hinweis auf das schwedische Weihnachtspostamt                                                                          |
| USA            | Santa Claus Santa Claus Post Office 45 North Kringle Place Santa Claus, IN 47579 | Website des Weihnachtspostamtes in Santa Claus                                                                         |
| Frankreich     | Père Noël 33500 Libourne | Hinweis auf das französische Weihnachtspostamt Website des französischen Weihnachtspostamtes                           |
| Irland         | Santa Claus The North Pole | Hinweis auf das irische Weihnachtspostamt                                                                              |
| Großbritannien | Santa Claus/Father Christmas Santa’s Grotto Reindeerland XM4 5HQ | Hinweis auf britische Weihnachtspostamt                                                                                |
| Niederlande    | Sinterklaashof Postbus 368 5670 AJ Nuenen | Hinweis auf das niederländische Weihnachtspostamt                                                                      |
| Kanada         | Santa Claus North Pole H0H 0H0 oder: Père Noël Pôle Nord H0H 0H0 | Hinweis auf das kanadische Weihnachtspostamt (englisch) Hinweis auf das kanadische Weihnachtspostamt (französisch)     |
| Norwegen       | Julenissen i Norge Savalen 2500 Tynset | Website des norwegischen Weihnachtspostamtes                                                                           |
| Slowakei       | Ježiško 999 99 | Website des slowakischen Weihnachtspostamtes Hinweis auf das slowakische Weihnachtspostamt                             |
| Belarus        | Väterchen Frost Post Office Kamianiuki, 225063 Kamianiec District Brest Region oder in kyrillischen Buchstaben: Дзед Мароз 225063, в. Камянюкі Камянецкі р-н Брэсцкая вобл. | Website des belarussischen Weihnachtspostamtes                                                                         |
| Russland       | 162390 Oblast Wologda Weliki Ustjug Väterchen Frost oder in kyrillischen Buchstaben: 162390, Россия. Вологодская обл., г. Великий Устюг, Почта Деда Мороза oder: 109472 Dedushke Morozu Kuzminskiy Les Moscow oder in kyrillischen Buchstaben: 109472 г.Москва Кузьминский лес Дедушке Морозу | Website des russischen Weihnachtspostamtes                                                                             |
| Hongkong       | Santa Claus Hongkong Post Headquarters 2 Connaught Place Central | Hinweis auf das Weihnachtspostamt in Hongkong                                                                          |
| Australien     | Santa North Pole 9999 | Hinweis auf das australische Weihnachtspostamt                                                                         |
| Neuseeland     | Santa Claus Santa’s Workshop North Pole 0001 | Hinweis auf das neuseeländische Weihnachtspostamt                                                                      |
| Lettland       | Ziemassvētku vecītis Rūķupē Ziemupes pasts Vērgales pagasts Pāvilostas novads LV-3463 Latvija | Hinweis auf das lettische Weihnachtspostamt                                                                            |
| China          | HeiLongJiang DaXingAnLing MoHe BeiJiZhen HeiLongJiangDaJie No.35 BeiJiCun Post office postcode:165303 China | Hinweis auf das chinesische Weihnachtspostamt                                                                          |

2010 wurden in Grönland aufgrund finanzieller Engpässe keine Briefe beantwortet.